# 在マーシャル諸島外国公館の一覧

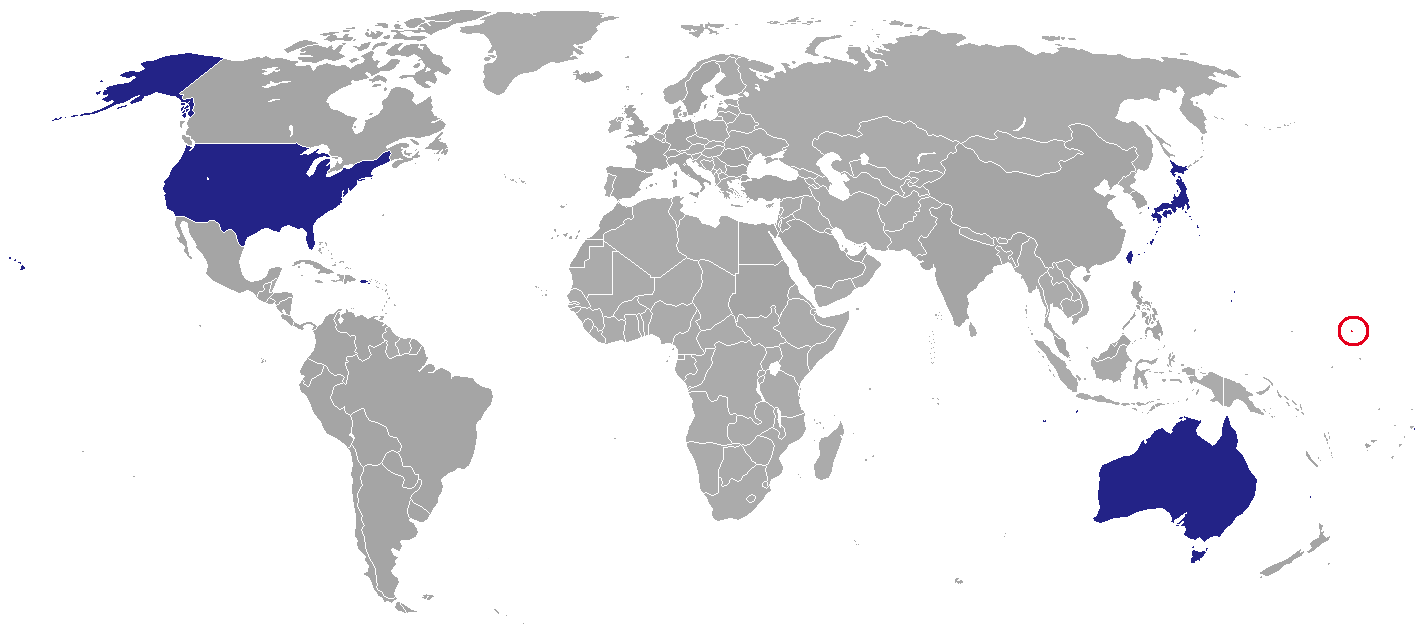
マーシャル諸島に外交使節団を派遣している国

本項は、在マーシャル諸島外国公館の一覧である。首都のマジュロには、4ヶ国の大使館が置かれている。

## 大使館
マジュロ
- アメリカ合衆国[1]
- オーストラリア[2]
- 中華民国（大使館）[3]
- 日本（大使館）[4]

## 非常駐の大使館
マニラ常駐
- インドネシア
- オランダ
- スペイン
- チェコ
- ドイツ
- フランス
- ベルギー
- メキシコ

キャンベラ常駐
- カナダ
- オーストリア
- フィンランド
- ベトナム
- ポーランド
- 南アフリカ共和国

東京常駐
- エストニア[5]
- ギリシャ
- コソボ[6]
- ジョージア
- スウェーデン
- スロバキア

スバ常駐
- イギリス
- 欧州連合
- 大韓民国

他都市常駐
- イスラエル（エルサレム）
- イタリア（ウェリントン）
- オーストラリア（ポンペイ）
- クロアチア（ワシントンD.C.）
- コロンビア（ジャカルタ）
- スイス（シドニー）
- チリ（ニューヨーク）
- デンマーク（シンガポール）
- ニュージーランド（ホノルル）
- フィリピン（ハガニア）